# Ozola elongaria
Ozola elongaria là một loài bướm đêm trong họ Geometridae.